# La mia storia tra le dita
«La mia storia tra le dita» es una canción de 1994 del cantautor milanés Gianluca Grignani.
Presentada en versión reducida en el Sanremo Giovani 1994, sirvió para clasificar a Grignani para la edición de ese año del Festival di Sanremo. 
La canción está incluida en su disco debut Destinazione Paradiso de 1995.
Gianluca Grignani grabó además una versión en español titulada Mi historia entre tus dedos. Esta canción está en el disco Destino Paraiso (1995), versión en español de Destinazione Paradiso.

## Versiones
En 1996, el cantante brasileño José Augusto registró una versión con el título "A Minha História", la versión en portugués de "La mia storia tra le dita".
En 1999 el cantante dominicano Mickey Taveras grabó una versión en versión salsa romántica titulada "Mi historia entre tus dedos" incluida en el álbum "Más Romántico". También el mismo año el dúo "Las Chamorro" hizo su propia versión del tema.
En 2001, la cantante brasileña Ana Carolina realizó una versión titulada Quem de Nós Dois.
En 2004, el cantante español Sergio Dalma grabó una versión de Mi historia entre tus dedos, al mismo tiempo que lanzó una versión en Catalán de la misma canción con el título de "Plorant Les Hores" 
En 2009 Ornella Vanoni realizó una versión de "La mia storia tra le dita". (Versión en Italiano de "Mi Historia Entre tus Dedos". En 2011, el cantante argentino (nacionalizado mexicano) Noel Schajris hizo su versión de dicho tema para su tercer álbum "Grandes canciones". En 2015 la cantante flamenca Licia Fox realizó una versión de "La mia storia tra le dita". La agrupación cubana Los 4 estrenó en 2017 una versión en salsa. 
También tiene la versión de cumbia de Mario Luis, titulado "Tu historia entre mis dedos".
Armando Manzanero hizo también su versión en 2014.
La chilena Andrea Labarca grabó una canción de respuesta, conservando la música, titulada "Mi Historia Entre Tus Dedos".